# Aldfield
Pour les articles homonymes, voir Aldfield (homonymie).
Aldfield est un village anglais du Yorkshire.

## Personnalités liées au village
- William Powell Frith, peintre, y naît (1819—1909).